# Joan Bosch i Palau
Joan Bosch i Palau (Valls, 31 de maig de 1925 - Barcelona, 17 de novembre de 2015) fou un director i guionista de cinema català. Bosch va signar com a director d'un total de vint-i-nou llargmetratges: deu comèdies, vuit westerns, cinc pel·lícules de gènere criminal, tres comèdies romàntiques, una comèdia musical, una pel·lícula de terror i una pel·lícula multigenèrica. També és autor de sis guions per a altres directors i de tres curtmetratges.

## Biografia
Joan Bosch i Palau fou el fill de Joan Bosch i Dalmau, comerciant de fruita seca, i Maria Palau Estrada. Va passar els seus primers anys de vida a Valls i, més tard, es mudà a Riudoms (Baix Camp) amb la seva família entre els anys 1933 i 1935. L'any 1935 tornà a la seva població natal. El 1939, amb l'entrada dels nacionals a la capital de l'Alt Camp, va traslladar-se amb els seus pares a casa d'uns familiars de Sabadell, i des de llavors ja no va tornar a anar més a escola. Entre els anys 1942 i 1943 va escriure articles al periòdic local Sabadell.
Entre el 1944 i el 1945 va fer d'ajudant de direcció durant el rodatge de Las aventures del capitán Guido, de Jacint Goday. Al film de Goday també havia realitzat tasques de vestuari, mobiliari, documentació i material. Després de realitzar el servei militar, el setembre de 1949 es va instal·lar a Madrid, on va ser auxiliar de producció a Historia de dos aldeas, d'Antonio del Amo, i a El capitán Veneno, de Luis Marquina. El 1950 va ser coargumentista i coguionista, juntament amb Ignacio Rubio, de la pel·lícula Día tras día, d'Antonio del Amo. Aquell mateix any va decidir tornar cap a Catalunya. El 1953 va fer el curtmetratge Gaudí amb Josep Maria Forn. El seu debut com a director d'un llargmetratge es produí l'any 1957 amb Sendas marcadas, que originalment s'anava a titular Huellas del destino. El 1966 va fundar l'empresa Tecnofilm, dedicada a la producció de films industrials i publicitaris. El seu últim llargmetratge com a director va ser Un Rolls para Hipólito l'any 1983. Tot i això, va continuar rodant curtmetratges i vídeos industrials. De fet, l'any 1983 va dur a terme quatre curtmetratges per al Ministeri de l'Exèrcit, un sobre la fragata Santa Maria, un sobre els avions F-11, un sobre els accidents dels soldats que viatgen de permís i un sobre els batallons de muntanya. Al 1990 va rodar un episodi pilot per a una sèrie, no va acabar bé. L'any 2015, Joan Bosch i Palau va morir a Barcelona als noranta anys.

## Filmografia
| Any     | Títol                              | Com a               | Com a    | Com a                | Com a               | Com a | Com a    | Com a   |
| Any     | Títol                              | Ajudant de direcció | Director | Ajudant de producció | Productor de cinema | Guió  | Argument | Diàlegs |
| ------- | ---------------------------------- | ------------------- | -------- | -------------------- | ------------------- | ----- | -------- | ------- |
| 1944/45 | Las aventuras del capitán Guido    | Sí                  |          |                      |                     |       |          |         |
| 1949    | Historia de dos aldeas             |                     |          | Sí                   |                     |       |          |         |
| 1949    | El capitán Veneno                  |                     |          | Sí                   |                     |       |          |         |
| 1950    | Día tras día                       | Sí                  |          |                      |                     | Sí    | Sí       |         |
| 1952    | Gaudí (documental)                 |                     | Sí       |                      | Sí                  | Sí    |          |         |
| 1954    | El fugitivo de Amberes             |                     |          |                      |                     | Sí    |          |         |
| 1955    | El cerco                           |                     |          |                      |                     | Sí    | Sí       |         |
| 1956    | Verano en España                   |                     |          |                      |                     | Sí    |          | Sí      |
| 1956    | Heredero en apuros                 |                     |          |                      |                     | Sí    | Sí       |         |
| 1956    | Un tesoro en el cielo              |                     |          |                      |                     | Sí    | Sí       |         |
| 1957    | Sendas marcadas                    |                     | Sí       |                      |                     | Sí    | Sí       |         |
| 1959    | A sangre fría                      |                     | Sí       |                      |                     | Sí    | Sí       |         |
| 1961    | Regresa un desconocido             |                     | Sí       |                      |                     | Sí    | Sí       |         |
| 1961    | El último verano                   |                     | Sí       |                      |                     | Sí    | Sí       | Sí      |
| 1962    | Bahía de Palma                     |                     | Sí       |                      |                     | Sí    |          | Sí      |
| 1963    | Sol de verano                      |                     | Sí       |                      |                     | Sí    | Sí       | Sí      |
| 1965    | El castigador                      |                     | Sí       |                      |                     | Sí    | Sí       | Sí      |
| 1967    | El terrible de Chicago             |                     | Sí       |                      |                     |       |          |         |
| 1968    | La viudita ye-yé                   |                     | Sí       |                      |                     |       |          |         |
| 1968    | Chico, chica, ¡Boom!               |                     | Sí       |                      |                     |       |          |         |
| 1969    | Investigación criminal             |                     | Sí       |                      |                     |       |          |         |
| 1970    | La diligencia de los condenados    |                     | Sí       |                      |                     |       |          |         |
| 1970    | Abre tu fosa, amigo...llega Sabata |                     | Sí       |                      |                     |       |          |         |
| 1971    | Los buitres cavarán tu fosa        |                     | Sí       |                      |                     | Sí    | Sí       |         |
| 1971    | Una bala marcada                   |                     | Sí       |                      |                     | Sí    | Sí       |         |
| 1972    | Los mil ojos del asesino           |                     | Sí       |                      |                     | Sí    | Sí       |         |
| 1973    | La muerte llama a las diez         |                     | Sí       |                      |                     | Sí    | Sí       |         |
| 1973    | La caza del oro                    |                     | Sí       |                      |                     | Sí    |          |         |
| 1974    | Tu fosa será la...exacta, amigo    |                     | Sí       |                      |                     | Sí    | Sí       |         |
| 1974    | Dallas                             |                     | Sí       |                      |                     | Sí    | Sí       |         |
| 1974    | Exorcismo                          |                     | Sí       |                      |                     | Sí    |          |         |
| 1975    | La dudosa virilidad de Cristóbal   |                     | Sí       |                      |                     |       |          |         |
| 1976    | Mauricio, mon amour                |                     | Sí       |                      |                     |       | Sí       |         |
| 1977    | Es pecado...pero me gusta          |                     | Sí       |                      |                     |       | Sí       |         |
| 1978    | Cuarenta años sin sexo             |                     | Sí       |                      |                     | Sí    | Sí       |         |
| 1979    | La ciudad maldita                  |                     | Sí       |                      |                     | Sí    | Sí       |         |
| 1979    | Casademont (curtmetratge)          |                     | Sí       |                      |                     | Sí    |          |         |
| 1979    | J. Grau Garriga (curtmetratge)     |                     | Sí       |                      |                     | Sí    |          |         |
| 1981    | Los locos vecinos del segundo      |                     | Sí       |                      |                     | Sí    | Sí       | Sí      |
| 1982    | Caray con el divorcio              |                     | Sí       |                      |                     | Sí    | Sí       | Sí      |
| 1982    | Problemes urbanístics (documental) |                     | Sí       |                      |                     |       |          |         |
| 1983    | Un Rolls para Hipólito             |                     | Sí       |                      |                     |       |          |         |
| 1985    | El recomendado                     |                     |          |                      |                     |       | Sí       |         |